# Jartos
Jartos es una entidad de población española del municipio de Yeste, perteneciente a la provincia de Albacete, en la comunidad autónoma de Castilla-La Mancha.

## Historia
Hacia mediados del siglo XIX, el lugar, ya por entonces perteneciente a Yeste, tenía contabilizadas 32 casas. Aparece descrito en el noveno volumen del Diccionario geográfico-estadístico-histórico de España y sus posesiones de Ultramar de Pascual Madoz de la siguiente manera:

JARTOS: cortijada de 32 casas en la prov. de Albacete, part. jud. y térm. jurisd. de Yeste.
(Madoz, 1847, p. 597)

En 2022, la entidad singular de población tenía empadronados 81 habitantes.